# NGC 5204
NCG 5204 è una galassia a spirale magellanica situata a circa 14,5 milioni di anni luce dalla Terra nella costellazione dell'Orsa Maggiore ed è un membro del gruppo di galassie M101. Ha una classificazione morfologica SA(s)m ed è altamente irregolare, con una minima apparenza di struttura spiraliforme con bracci. La caratteristica più importante della galassia è una sorgente di raggi X estremamente potente denominata NGC 5204 X-1. Questa caratteristica, unita alla sua relativa vicinanza alla Terra, ha generato un gran numero di studi.

## Struttura
Con un diametro di circa 6 000 parsec (19 000 anni luce ) lungo il suo asse maggiore, NGC 5204 ha dimensioni a metà tra più piccole galassie nane, e le più grandi e appariscenti galassie a spirale, come Andromeda. Sebbene la struttura complessiva della galassia sia irregolare, a un'estremità del disco principale è presente un poco identificabile braccio di spirale. La presenza di questa caratteristica ha portato a classificare NGC 5204 come tipo SA(s)m, conosciuta anche come spirale di Magellano, dal nome della Grande Nube di Magellano (LMC), l'esempio più noto di questo raro tipo di galassia. Nonostante il suo diametro sia inferiore a quello della Grande Nube, NGC 5204 ha una distribuzione stellare molto più diffusa e la sua massa di circa 8 x 108 M☉ è all'incirca il 10% di quella della LMC, e lo 0,1% di quella della Via Lattea. La sua luminosità è di circa 6 x 108 L☉.
Come la maggior parte delle galassie irregolari, NGC 5204 è relativamente ricca di gas e polvere, sebbene sia priva di nebulose appariscenti o di aree molto vaste di impetuosa formazione stellare. Nonostante la sua distribuzione relativamente diffusa di stelle, la galassia ha diversi ammassi di stelle giovani e calde, che si ritiene siano la sede della maggior parte delle undici sorgenti di raggi X conosciute. La galassia sembra anche avere una componente di materia oscura più grande del normale poiché la massa stimata della sua porzione visibile non spiega adeguatamente la curva di rotazione, osservata, delle singole stelle anche quando molto vicine al suo centro. Sebbene la maggior parte delle galassie a spirale mostri una discrepanza nella curva di rotazione, tale anomalia diventa evidente solo a una distanza delle stelle dal nucleo molto maggiore.
Finora non è stata osservata alcuna supernova nella galassia, sebbene siano stati identificati tre resti di supernova. Un articolo del 1997 stimava che la galassia probabilmente abbia un evento di supernova ogni 2 000 anni.
NGC 5204 viene solitamente classificata come membro del gruppo di galassie M101, ma non è noto che abbia compagne strette.

## Sorgente di raggi X
La caratteristica più interessante di questa galassia è una potentissima sorgente di raggi X ultraluminosi (ULX), scoperta all'inizio degli anni 1980 dall'Osservatorio Einstein e denominata NGC 5204 X-1. Si trova a  13h 29m 38.62s / +58° 25′ 05.6″, e ha una luminosità di circa 5,2 x 1039 erg /s (5,2 x 1032 watt). Anche se questo valore è eccessivo per essere generato dal disco di accrescimento di un buco nero di massa stellare, la posizione della sorgente, spostata di circa 15 secondi d'arco dal centro della galassia, implica che non può essere "alimentata" da un nucleo galattico attivo. Sin dalla sua scoperta, NGC 5204 X-1 è stata oggetto di numerosi studi per cercare di determinare il meccanismo responsabile della "Ultra Luminosità X". I più recenti di questi studi, sfruttando l'alta risoluzione dell'Osservatorio orbitale a raggi X Chandra, hanno potuto escludere recisamente che la sua insolita luminosità nello spettro X sia il risultato di diversi irradianti più deboli, ma molto ravvicinati.
L'ipotesi più accettata sul progenitore di NGC 5204 X-1 è quella di un buco nero di massa intermedia con una massa di circa 100 - 100 000 M☉, con una compagna stellare "gigante" che stia perdendo massa a favore del buco nero, meccanismo simile ad altri sistemi binari a raggi X di massa molto più grande. Questa teoria è supportata dal fatto che il limite di Eddington per una sorgente di questa grandezza indicherebbe una massa dell'oggetto generatore non inferiore a 25 M☉. La forza osservata della sorgente è variata fino al 50% in un arco di 10 anni, il che è coerente, anche, con una sorgente di raggi X da disco di accrescimento.

### Controparte ottica
Una controparte ottica di NGC 5204 X-1 è stata scoperta nel 2001 utilizzando i dati a raggi X di Chandra, e una serie di osservazioni nello spettro visibile del telescopio spaziale Hubble. Con una magnitudine apparente di 19,7, nonostante una distanza di oltre 14 milioni di anni luce che corrisponde a una magnitudine assoluta di -8,7, la stella 'indiziata' è molto probabilmente una supergigante di tipo B, o di tipo O. Uno studio del 2003 che ha eseguito un'analisi spettrale dettagliata della sorgente ottica ha determinato che la sua temperatura superficiale è molto probabilmente inferiore a 25 000 K. Se questa misura fosse corretta, suggerirebbe che la controparte ottica possa essere una supergigante di tipo B0 con una massa di circa 25 M☉, e un raggio di circa 30 R☉, molto simile a Deneb.
Sia la sorgente di raggi X sia la controparte ottica si trovano vicino al centro di un enorme spazio vuoto nel mezzo interstellare circostante, largo più di 150 parsec (490 anni luce). Questo è probabilmente il risultato di un vento solare estremamente potente generato da stelle di questa luminosità.
La scoperta di questa stella massiccia getta anche qualche dubbio sulla teoria prevalente secondo cui l'ULX sia generata dal disco di accrescimento di un buco nero. Un calcolo delle orbite di un sistema binario, con le due componenti sopra descritte, suggerisce un periodo orbitale di 200–300 ore, a seconda delle masse esatte coinvolte. Tuttavia, uno studio del 2006 non ha trovato alcuna prova di una variazione periodica nella luminosità della sorgente di raggi X, sebbene l'intensità vari in modo casuale su una scala temporale di pochi giorni. Di conseguenza, lo studio ha avanzato una teoria alternativa, secondo cui la sorgente di raggi X sarebbe generata dalla "corona" della supergigante, a causa della straordinaria emissione luminosa della stella madre. È noto anche che le stelle supergiganti sperimentano grandi variazioni di luminosità più o meno casuali, che riscalderebbero la corona a svariati livelli, e spiegherebbero i cambiamenti osservati nell'intensità dell'emissione di raggi X.
Tuttavia, non è noto quale di queste teorie sia corretta, e quale sia, quindi, l'effettivo meccanismo alla base di questa, e di altre sorgenti di raggi X ultraluminose.